# 1452
| [ Edytuj tabelę ]                          | |
| Król Polski                                | - 1447 Kazimierz IV Jagiellończyk 1492 |
| Książę Albanii                             | - 1443 Skanderbeg 1468 - 1446 Lekë Dukagjini 1481 |
| Współksiążęta Andory                       | - 1437 Arnau Roger de Pallars 1461 - 1436 Gaston IV 1472 |
| Król Anglii                                | - 1422 Henryk VI 1461 |
| Król Aragonii i Walencji, hrabia Barcelony | - 1416 Alfons V Aragoński 1458 |
| Władca Azteków                             | - 1440 Montezuma I 1468 |
| Elektor Brandenburgii                      | - 1440 Fryderyk II Żelazny 1471 |
| Książę Bawarii-Landshut                    | - 1450 Ludwik IX Bogaty 1479 |
| Książę Bawarii-Monachium                   | - 1438 Albert III 1460 |
| Książę Burgundii                           | - 1419 Filip III Dobry 1467 |
| Cesarz Bizancjum                           | - 1449 Konstantyn XI Paleolog 1453 |
| Sułtan Brunei                              | - 1433 Sulaiman 1473 |
| Cesarz Chin                                | - 1449 Jingtai 1457 |
| Król Cypru                                 | - 1432 Jan II 1458 |
| Król Czech                                 | - 1440 Władysław Pogrobowiec 1457 |
| Król Danii                                 | - 1448 Chrystian I 1481 |
| Dalajlama                                  | - 1391 Gendun Drup 1474 |
| Władca Egiptu                              | - 1438 Czakmak 1453 |
| Cesarz Etiopii                             | - 1434 Zara Jaykob Konstantyn 1468 |
| Król Francji                               | - 1422 Karol VII 1461 |
| Król Gruzji                                | - 1446 Jerzy VIII 1465 |
| Hrabia Holandii                            | - 1433 Filip III Dobry (z Burgundii) 1467 |
| Władca Inków                               | - 1438 Pachacutec 1471 |
| Cesarz Japonii                             | - 1428 Go-Hanazono 1464 |
| Kalif                                      | - 1451 Al-Ka’im 1455 |
| Król Kastylii i Leónu                      | - 1406 Jan II Kastylijski 1454 |
| Patriarcha Konstantynopola                 | - 1450 Atanazy II 1453 |
| Władca Korei                               | - 1450 Munjong 1452 - 1452 Danjong 1455 |
| Wielki książę litewski                     | - 1440 Kazimierz IV Jagiellończyk 1492 |
| Cesarz Majapahitu                          | - 1451 Rajasawardhana 1453 |
| Sułtan Maroka                              | - 1421 Abdulhak II 1465 |
| Książę Mediolanu                           | - 1450 Franciszek I 1466 |
| Senior Monako                              | - 1436 Jan I 1454 |
| Wielki książę moskiewski                   | - 1425 Wasyl II Ślepy 1462 |
| Król Nawarry                               | - 1441 Jan II Aragoński 1479 |
| Król Norwegii                              | - 1450 Chrystian I 1481 |
| Sułtan Omanu                               | - 1451 Umar ibn al-Chattab 1490 |
| Elektor Palatynatu                         | - 1449 Fryderyk I 1476 |
| Papież                                     | - 1447 Mikołaj V 1455 |
| Król Portugalii                            | - 1438 Alfons V 1481 |
| Cesarz Rzymski (niemiecki)                 | - 1440 Fryderyk III Habsburg 1493 |
| Kapitanowie Regenci San Marino             | - 1451 Niccolò di Michelino Paolo di Angelo di Ciono 1452 - 1452 Giacomo d'Antonio Sammaritani Andrea di Cecco 1452 - 1452 Cecco di Giovanni da Valle Simone di Marino di Giovanni 1453 |
| Despota Serbii                             | - 1429 Jerzy I Branković 1456 |
| Elektor Saksonii                           | - 1428 Fryderyk II Łagodny 1464 |
| Król Szkocji                               | - 1437 Jakub II 1460 |
| Król Szwecji                               | - 1448 Karol Knutsson Bonde 1457 |
| Król Tajlandii                             | - 1448 Borommatrailokkanat 1488 |
| Sułtan Turków                              | - 1451 Mehmed II Zdobywca 1481 |
| Doża Wenecji                               | - 1423 Francesco Foscari 1457 |
| Król Węgier                                | - 1444 Władysław Pogrobowiec 1457 |
| Cesarz Wietnamu                            | - 1442 Lê Nhân Tông 1459 |
| Wielki mistrz zakonu krzyżackiego          | - 1450 Ludwig von Erlichshausen 1467 |

Rok 1452 / MCDLII
stulecia: XIV wiek ~
XV wiek ~
XVI wiek

lata: 1442 «
1447 «
1448 «
1449 «
1450 «
1451 «
1452
» 1453
» 1454
» 1455
» 1456
» 1457
» 1462

## Wydarzenia w Polsce
- 24 sierpnia-2 września w Sieradzu obradował sejm walny[1].
- Kraków nawiedziła wielka epidemia.
- Łęknica otrzymała prawa miejskie.

## Wydarzenia na świecie
- Wynalezienie prasy drukarskiej przez Johannesa Gutenberga, co spowodowało wzrost popularności książki.
- 16 marca – król Niemiec Fryderyk III ożenił się z księżniczką portugalską Eleonorą Aviz.
- 19 marca – Fryderyk III został koronowany cesarzem rzymskim.
- 18 czerwca – papież Mikołaj V wydał bullę Dum Diversas, w której zezwolił Portugalii na „atak, podbicie i ujarzmienie Saracenów, pogan i innych wrogów Chrystusa gdziekolwiek byliby znalezieni”.
- 30 września – zostaje wydana pierwsza książka za pomocą druku (przy użyciu czcionki ruchomej) – Biblia Gutenberga (1452-1455).

## Urodzili się
- 6 lutego – Joanna Portugalska, córka króla Portugalii Alfonsa V, dominikanka, błogosławiona katolicka (zm. 1490)
- 10 marca – Ferdynand Aragoński, król Aragonii, Sycylii, Kastylii i Neapolu (zm. 1516)
- 15 kwietnia – Leonardo Da Vinci, malarz, rzeźbiarz, architekt, konstruktor, filozof, najdoskonalszy przedstawiciel renesansu (zm. 1519)
- 27 lipca – Ludwik Sforza, książę Mediolanu (zm. 1508)
- 21 września – Girolamo Savonarola, kaznodzieja i działacz religijny (zm. 1498)
- 2 października – Ryszard III, król Anglii (zm. 1485)

## Zmarli
- 10 lutego – Świdrygiełło, najmłodszy brat Władysława II Jagiełły
- 14 lutego – Konrad VII Biały, książę oleśnicki z dynastii Piastów (ur. ok. 1390)
- 3 marca – Piotr Geremia, włoski dominikanin, błogosławiony katolicki (ur. 1399)
- 26 października – Dziersław z Borzymowa, polski duchowny katolicki, prawnik i dyplomata (ur. ok. 1390)